# Madeleine Collins
Pour plus de détails, voir Fiche technique et Distribution.
Madeleine Collins est un film franco-belgo-suisse écrit et réalisé par Antoine Barraud et sorti en 2021.
Le film suit Judith qui a depuis des années une double vie : en Suisse, elle vit avec Abdel, avec qui elle élève une petite fille. En France, elle est la mère de deux garçons avec Melvil. Elle leur justifie son absence régulière en prétextant des voyages dans d'autres pays européens pour son métier de traductrice.

## Synopsis
En Suisse romande, dans un grand magasin, dans une cabine d'essayage, une femme perd connaissance et déclare s'être cogné la tête. Elle reprend conscience et quitte le magasin. On entend alors des cris, la vendeuse va voir et pousse un cri horrifié.
Judith « Jud » Fauvet (Virginie Efira) est interprète de conférence et épouse de Melvil (Bruno Salomone), chef d'orchestre. Ils ont deux fils. Sa profession d'interprète pour la société Collins l'amène à faire de nombreux voyages. Mais au lieu d'aller en Pologne ou en Espagne comme elle le prétend, elle se rend en fait en Suisse, où elle mène une double vie avec Abdel Soriano (Quim Gutiérrez), mari de sa sœur Margot décédée et avec qui elle élève sa nièce Ninon, dont elle s’occupe depuis qu'elle est bébé. Elle dispose également d'une fausse carte d'identité suisse au nom de sa sœur.
Mais il lui devient de plus en plus difficile de garder étanche la frontière entre ses deux vies. Son fils Joris commence à avoir de sérieux soupçons. Elle rencontre inopinément des personnes susceptibles de vendre la mèche par mégarde. Un soir, les parents de Judith arrivent à l'improviste chez Abdel. Ils sont bouleversés d'entendre la petite Ninon appeler Judith « maman ».
Ne pouvant supporter la scène, Judith s'enfuit en voiture. Elle commet un excès de vitesse, est arrêtée par la police et s'avère dans l'incapacité de fournir une pièce d'identité au policier. Le policier voit dans l'habitacle une carte de bibliothèque au nom de Margot Soriano. Une vérification dans une base de données révèle que Margot Soriano est morte trois ans auparavant. Judith se retrouve donc au poste de police sommée de donner sa véritable identité. Margot est morte à la suite du choc qu'elle a reçu à la tête. Ninon étant alors bébé, Judith a de fait pris la place de Margot laissant penser à Ninon qu'elle est sa mère.
Judith décide de quitter Melvil. Un appel téléphonique de la société Collins enregistré sur le répondeur de son téléphone portable lui annonce qu'elle est renvoyée. Elle se rend chez Abdel et ils se disputent violemment. Judith enlève Ninon mais la petite fille est très agitée en raison de la dispute à laquelle elle a assisté. Elle finit par deviner la vérité et dit à Judith, à plusieurs reprises, qu'elle n'est pas sa mère. Judith lui avoue la vérité, ramène Ninon à Abdel, et part.
Elle a rendez-vous dans une station service avec Kurt (Nadav Lapid), celui qui lui avait fourni sa fausse carte d'identité. Il lui remet sa nouvelle carte, au nom d'une seconde identité fictive, désormais, Judith s'appelle Madeleine Collins.

## Fiche technique
- Titre : Madeleine Collins
- Réalisation : Antoine Barraud
- Scénario : Antoine Barraud
- Photographie : Gordon Spooner
- Son : Jürg Lempen
- Montage : Anita Roth
- Décors : Marine Michelems et Katia Wyszkop
- Costumes : Claire Dubien
- Musique : Romain Trouillet
- Production : Justin Taurand et Joëlle Bertossa
- Société de production : Les Films du Bélier, Close Up Films et Frakas Productions
- SOFICA : Cinécap 3, Cofimage 31, Manon 10,
- Pays de production :  France (69 %),  Belgique (15 %) et  Suisse (15 %)[1]
- Sociétés de distribution : Paname Distribution et UFO Distribution
- Budget : 3,59 millions d'euros
- Langue originale : français
- Format : couleur — 1,85:1 — son 5.1
- Genre : drame
- Durée : 107 minutes
- Dates de sortie :
  - Italie : 4 septembre 2021 (Mostra de Venise)
  - France : 14 décembre 2021 (Les Arcs Film Festival)[2] ; 22 décembre 2021 (sortie nationale)
  - Suisse romande : 9 février 2022
  - Belgique : 3 mars 2022[3]

## Distribution
- Virginie Efira : Judith « Jud » Fauvet
- Bruno Salomone : Melvil Fauvet, mari de Judith
- Quim Gutiérrez : Abdel Soriano, beau-frère et amant de Judith
- Jacqueline Bisset : Patty
- Valérie Donzelli : Madeleine Reynal
- Nadav Lapid : Kurt
- François Rostain : Francis
- Nathalie Boutefeu : Christine, compagne d'Abdel
- Mona Walravens : Margot
- Jean-Quentin Châtelain : l'inspecteur
- Loïse Benguerel : Ninon Soriano, fille d'Abdel
- Thomas Gioria : Joris Fauvet, fils de Judith et de Melvil

## Production

### Tournage
Le tournage débute le 26 septembre 2019 en région parisienne (à la préfecture du Val-de-Marne à Créteil notamment) et dans les Hauts-de-France,.

## Accueil
La sortie est repoussée de plusieurs mois en raison de la fermeture des salles de cinéma en 2020-2021, due à la pandémie de Covid-19. Le film est présenté en première mondiale le 4 septembre 2021 à la Mostra de Venise. Il sort en salles en France le 22 décembre.

### Accueil critique
Sur le site Allociné, le film recueille une moyenne de 3,7/5, sur la base de 27 critiques de presse.

### Box-office
| Pays ou région | Box-office      | Date d'arrêt du box-office | Nombre de semaines |
| -------------- | --------------- | -------------------------- | ------------------ |
| France         | 191 590 entrées | 22 février 2022            | 9                  |
| Total mondial  | -               | -                          | -                  |

## Distinctions
Le scénario de Madeleine Collins obtient, avant sa réalisation, le prix Sopadin du jury du meilleur scénario en 2017,.